# Leeds
Leeds – miasto w północnej Anglii (Wielka Brytania), w hrabstwie West Yorkshire, w dystrykcie metropolitalnym Leeds. Miasto położone jest u podnóża Gór Pennińskich, nad rzeką Aire.
Według danych z 2021 w mieście zamieszkuje 812 000 osób, a w jego zespole miejskim prognozuje się dalszy wzrost ludności.
Leeds jest ważnym centrum kulturalnym, naukowym i rozrywkowym. Ma tu siedzibę West Yorkshire Playhouse, na tutejszych uniwersytetach studiuje ponad 70 tys. osób (m.in. University of Leeds, wywodzony od 1831, Leeds Beckett University, do niedawna politechnika, której początki sięgają 1824 oraz Leeds Trinity University College).
W mieście znajduje się także założone w 1997 studio Mobius Entertainment, wykupione w 2004 przez Rockstar i przekształcone w studio Rockstar Leeds, zajmujące się produkcją gier na konsole przenośne.
Miasto ma połączenia poprzez kanały z portami zachodniego wybrzeża, np. Liverpool przez Kanał Leeds-Liverpool otwarty w 1816, a poprzez rzeki z estuarium Humber.

## Historia
- stolica Brytów w VII wieku
- średniowieczne centrum handlu
- pierwsze przywileje w 1207
- od XIV wieku ważny ośrodek włókiennictwa (wełnianego)[3]
- prawa miejskie od 1626

## Turystyka i zabytki

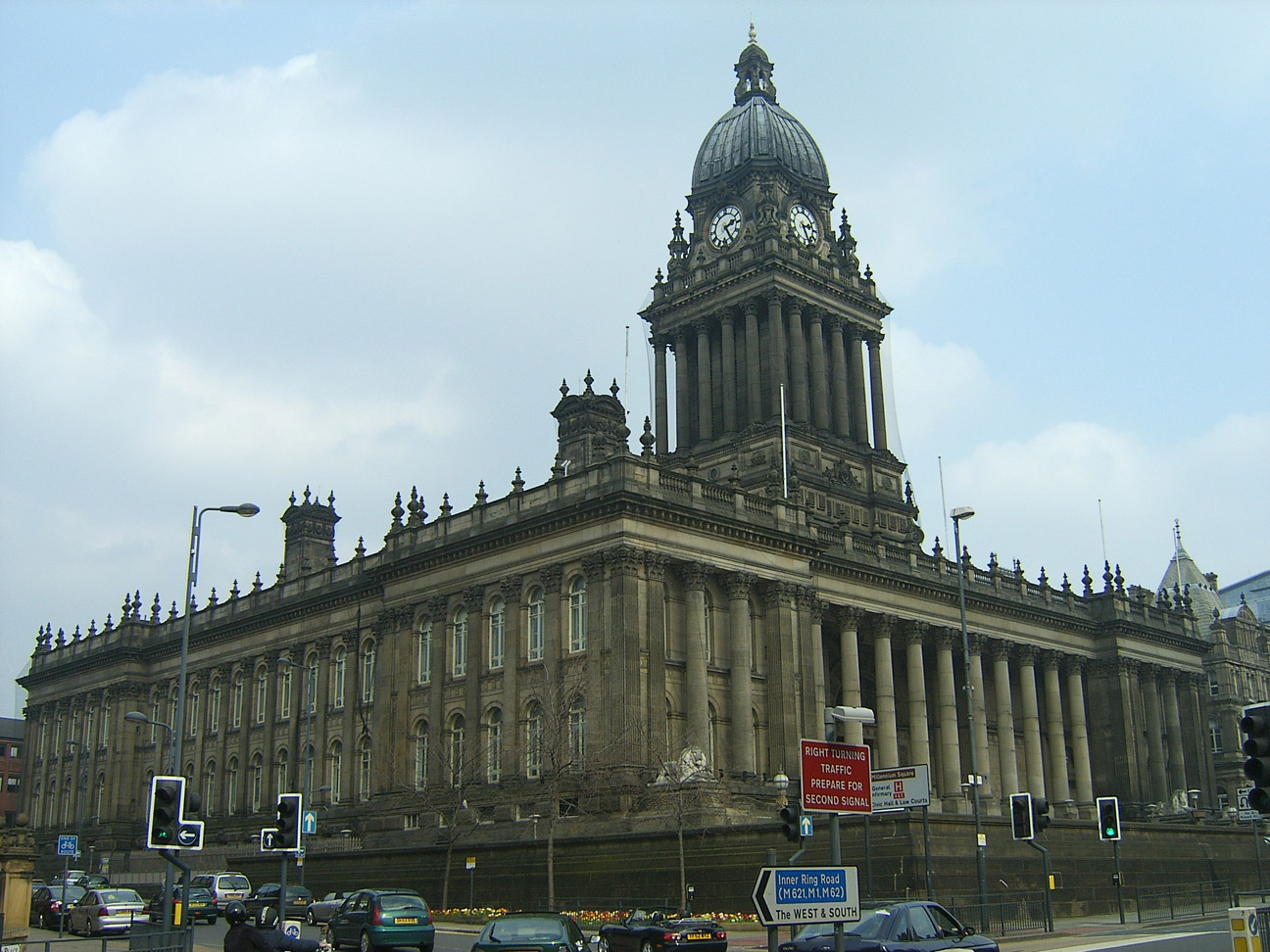
Ratusz Leeds

Najważniejsze atrakcje i zabytki to:
- ratusz
- katedra
- kościół św. Jana Ewangelisty
- Mill Hill Chapel
- Abbey House Museum – sklepy z epoki wiktoriańskiej
- Armley Mills Museum – historia przemysłu w Leeds
- Browar Tetley
- Corn Exchange – dawna giełda kukurydziana
- Elland Road – stadion Leeds United
- Kirkstall Abbey – cysterski klasztor
- Royal Armouries – muzeum broni
- West Yorkshire Playhouse – jeden z najważniejszych teatrów Wielkiej Brytanii
- Victoria Quarter
- Tropical world – ogród tropikalny
- Leeds Art Gallery

## Znane osoby związane z Leeds
- Barbara Taylor Bradford – pisarka urodzona 1933 r. w Leeds, jest jedną z najbogatszych pisarek świata. Jej majątek szacuje się na 166 milionów funtów.
- Zygmunt Bauman – polski socjolog, filozof, eseista. Od 1971 mieszkał w Leeds, pozostając związany z tamtejszym uniwersytetem.
- Andrew Eldritch – (prawdziwe nazwisko Taylor), frontman i założyciel pochodzącego z Leeds zespołu Sisters of Mercy
- Matthew Lewis – aktor występujący w roli Neville’a Longbottoma w filmach o Harrym Potterze
- Mel B – właściwie Melanie Brown, ur. 29 maja 1975, pochodzi z Leeds – brytyjska piosenkarka, aktorka i prezenterka telewizyjna, znana głównie z działalności w zespole Spice Girls pod pseudonimem Scary Spice.
- Sam Riley – aktor filmowy i muzyk ur. 8 stycznia 1980 r. w Leeds. Obecnie mieszka w Berlinie.
- Malcolm McDowell – ur. 13 czerwca 1943 r., brytyjski aktor i producent filmowy.
- Sue Ryder – ur. 3 lipca 1923, zm. 2 listopada 2000 r., brytyjska żołnierka i działaczka charytatywna, uszlachcona tytułem baronessy Warszawy.

## Sport
Leeds jest domem dla wielu znaczących drużyn sportowych i obiektów. Najbardziej znany klub piłkarski, Leeds United F.C., został założony w 1919 roku i rozgrywa swoje mecze na stadionie Elland Road, który ma pojemność 37,608 miejsc. Klub ten ma na swoim koncie trzy mistrzostwa Anglii, cztery tytuły Drugiej Dywizji, jeden Puchar Anglii oraz jeden Puchar Ligi Angielskiej.
Miasto jest także siedzibą klubu rugby Leeds Rhinos, który gra w Super League, najwyższej klasie rozgrywek rugby w Wielkiej Brytanii. Leeds Rhinos zdobyli mistrzostwo ligi 11 razy oraz Challenge Cup 14 razy. Klub rozgrywa swoje mecze na stadionie Headingley.
W Leeds znajduje się również John Charles Centre for Sport, wielofunkcyjny kompleks sportowy, który oferuje różnorodne obiekty sportowe, w tym stadion lekkoatletyczny, basen olimpijski oraz hale sportowe.

## Miasta partnerskie
- Czechy: Brno
- Niemcy: Dortmund, Siegen
- RPA: Durban
- ChRL: Hangzhou
- Francja: Lille